# Freikorps
Jako Freikorps (svobodné sbory) byly původně označovány dobrovolnické armády, ve 20. století se tak nazývaly pravicové polovojenské organizace v Německu.
První Freikorps byly naverbovány pruským králem Fridrichem II. během sedmileté války. Další jednotky Freikorps se objevily během napoleonských válek a byly vedeny například Ludwigem Adolfem Wilhemem von Lützow. Běžné armády vnímaly Freikorps jako nespolehlivé, a proto je využívaly hlavně jako hlídky a při plnění úkolů nižší důležitosti.

## Freikorps ve 20. a 30. letech 20. století

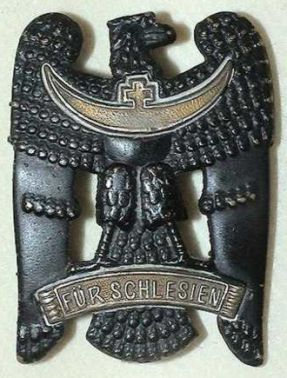
Vyznamenání Slezská orlice

Význam slova Freikorps se postupem času změnil. Po roce 1918 byl termín používán pro krajně pravicové polovojenské organizace, které se objevily v Německu a byly tvořeny navrátilci z první světové války.
V německé Výmarské republice existovalo plno těchto aktivních polovojenských skupin. Mnoho německých veteránů, kteří nebyli schopni vrátit se do civilního života, se dalo do Freikorps, aby nalezli jistotu, kterou jim dával vojenský řád. Další se přidávali, aby mohli svrhnout rostoucí vliv komunismu či aby dosáhli jistého druhu odvety za prohranou válku.
Několik skupin Freikorps bojovalo po konci první světové války i na Baltu či ve Slezsku nebo Prusku. Značnou podporu nalezly u německého ministra obrany Gustava Noskeho, který je použil k násilnému rozdrcení Spartakovců. Útok proti tomuto marxistickému hnutí se neobešel bez protiprávních excesů, když byli zavražděni Karl Liebknecht a Rosa Luxemburgová. Byly také použity k rozvrácení Bavorské republiky rad v roce 1919.
Existence Freikorps byla oficiálně ukončena na začátku roku 1920. Přesto se jejich členové v březnu 1920 účastnili Kappova puče, jehož cílem bylo svrhnout Výmarskou republiku. Puč však skončil neúspěchem.

## Sudetoněmecký Freikorps

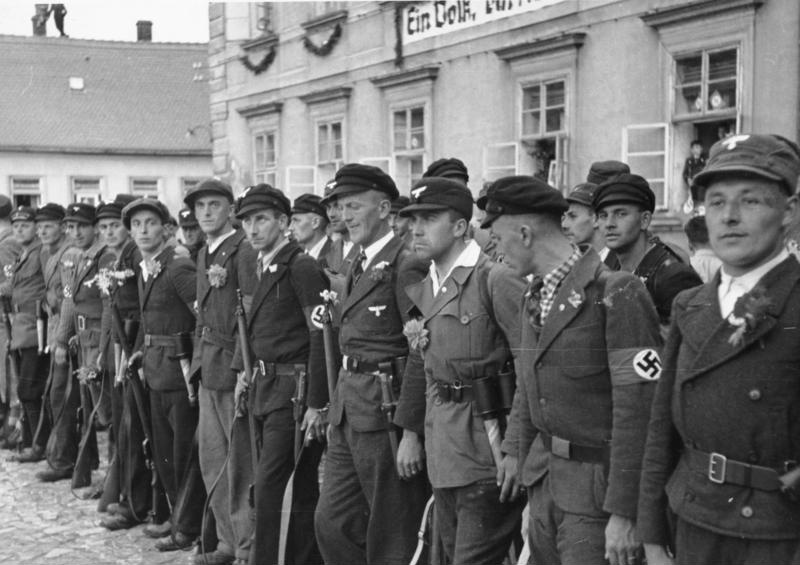
Sudetoněmecký Freikorps v Mimoni na náměstí

V době Mnichovské krize v roce 1938 byla v českém pohraničí, osídleném převážně Sudetskými Němci, vytvořena tajná teroristická organizace Sudetoněmecký Freikorps (SdFK – Sudetendeutsches Freikorps). Na jeho vyzbrojování a výcviku se podílel Wehrmacht, SS i SA. Do českého pohraničí pronikali němečtí důvěrníci, kteří vyhledávali mezi sudetskými Němci dobrovolníky, kteří pak ilegálně přecházeli do Německa, kde se jim dostalo výcviku. Ten byl především zaměřen na přepady vojenských a četnických hlídek, přepadávání celních a četnických stanic, pošt, úřadů státní správy a další záškodnickou činnost na československém území. Kromě tohoto výcviku byly cvičeny i speciální jednotky, které měly v případě války Německa s Československem přepadat objekty lehkého opevnění a ničit překážky v liniích pohraničního opevnění. Záškodníci z Freikorpsu byli vyzbrojováni většinou zbraněmi ze skladů rakouské armády. Příslušníci Freikorpsu skládali slib mlčenlivosti a přísahu doživotní věrnosti Adolfu Hitlerovi. Na kontě organizace je přibližně 200 teroristických akcí, při kterých členové Freikorpsu zavraždili více než 100 osob. Zhruba 2000 osob členové Freikorpsu násilně unesli z území Československa do nacistického Německa.

## Freikorps a nacisté
Někteří pozdější členové a také vůdci nacistů byli členy Freikorps včetně Ernsta Röhma, hlavy SA, či Rudolfa Hösse, velitele vyhlazovacího tábora Auschwitz - Birkenau u polské Osvětimi.
Během Hitlerovy Třetí říše zůstala však většina členů Freikorps stranou hlavního dění, mnozí sloužili v SS.
Mezinárodní trestní tribunál v Norimberku označil Freikorps za zločineckou teroristickou organizaci. Někteří její členové byli potrestáni, v Československu padlo několik trestů smrti a řada trestů žaláře.
Jak poukázali mnozí historici[kdo?], ze strany Sudetoněmeckého Landsmannschaftu existuje dlouhodobá snaha zločiny Freikorpsu zamlčovat či relativizovat.[zdroj?] Mnoho bývalých členů Freikorpsu bylo velmi aktivně činných ve vedení této organizace až do 90. let. Sám Landsmannschaft se od činnosti Freikorpsu nikdy nedistancoval a jednotliví jeho bývalí členové se za jeho zločiny nikdy neomluvili.[zdroj?]

## Známí vůdci a členové
- Lothar von Arnauld de la Perière
- Hubertus von Aulock
- Pawel Michailowitsch Bermondt-Awaloff
- Erich Balla
- Heinrich Bennecke
- Rudolf Berthold
- Josef Bischoff
- Cordt von Brandis
- Bruno Ernst Buchrucker
- Franz Büchner
- Wilhelm Canaris
- Walter Caspari
- Oluf Christensen
- Eduard Dietl
- Heinrich Graf zu Dohna-Schlobitten
- Nikolaus Graf zu Dohna-Schlodien
- Hermann Ehrhardt
- Joseph von Eichendorff
- Eugen von Engelhardt
- Franz von Epp
- Georg Escherich
- Siegfried Graf zu Eulenburg-Wicken
- Wilhelm Faupel
- Hermann Fischer
- Alfred Fletcher
- Hans Frank
- Karl Hermann Frank
- Otto Gabcke
- Daniel Gerth
- Rüdiger von der Goltz
- Ernst Hasse
- Heinz Oskar Hauenstein
- Hans-Joachim Haupt
- Hans Hayn
- Rudolf Heß
- Edmund Heines
- Oskar Heines
- Friedrich Wilhelm Heinz
- Peter von Heydebreck
- Konstantin Hierl
- Heinrich Himmler
- Karl Hoefer
- Ernst Horadam
- Bernhard von Hülsen
- Dietrich von Jagow
- Karl Jackstien
- Friedrich Ludwig Jahn
- Hans Jauch
- Leo von Jena
- Rudolf Kanzler
- Erwin Kern
- Eugen von Kessel
- Manfred von Killinger
- Martin Kirschbaum
- Hans Ulrich Klintzsch
- Robert von Klüber
- Theodor Körner
- Fritz von Kraußer
- Hermann Kriebel
- Kurt Kühme
- Paul von Lettow-Vorbeck
- Otto Lichtschlag
- Walther von Lüttwitz
- Georg Maercker
- Hans Baron Manteuffel-Szoege
- Hasso von Manteuffel
- Otto Marloh
- Walter Eberhard Freiherr von Medem
- Paul Moder
- Georg von Neufville
- Martin Niemöller
- Ludwig Oestreicher
- Burghard von Oven
- Waldemar Pabst
- Hans Constantin Paulssen
- Horst von Petersdorff
- Franz Pfeffer von Salomon
- Hartmut Plaas
- Karl von Plehwe
- Alfred von Randow
- Hermann Recknagel
- Wilhelm Reinhard
- Dietrich von Roeder
- Ernst Röhm
- Gerhard Roßbach
- Gotthard Sachsenberg
- Ernst von Salomon
- Albert Leo Schlageter
- Heinrich Schulz
- Paul Schulz
- Siegfried Schulz
- Hermann Souchon
- Walther Stennes
- Franz von Stephani
- Hyazinth Graf Strachwitz
- Gregor Strasser
- Otto Strasser
- Ernst Werner Techow
- Hans Gerd Techow
- Heinrich Tillessen
- Karl Tillessen
- Joseph Veltjens
- Herbert Volck
- Otto Wagener
- Oskar von Watter